# Christian Kalkbrenner (Unternehmensberater)
Christian Kalkbrenner (* 1960 in München) ist ein deutscher Unternehmensberater und Sachbuchautor.

## Leben
Christian Kalkbrenner studierte Betriebswirtschaft mit Schwerpunkt Marketing und Personal an der Universität Regensburg. Seit 1992 beschäftigt er sich mit dem Thema Wachstumsstrategie für den Mittelstand und entwickelte das Strategieverfahren Bambus-Code.
2010 wurde sein Buch Die Wachstums-Champions von der Oskar-Patzelt-Stiftung mit dem Großen Preis des Mittelstandes ausgezeichnet.

## Publikationen
- Scale Up! Smarte Konzepte für agile Unternehmen, BusinessVillage, Göttingen 2017, ISBN 978-3-86980-367-8.
- Nominiert! Und nun?: Das kleine Buch zum Großen Preis des Mittelstandes, Books on Demand, Norderstedt 2014, ISBN 978-3-7322-8018-6.
- Der Markt hat uns verdient. Mit dem Bambus-Code zu neuen Kunden und mehr Nachfrage, BusinessVillage, Göttingen 2012. ISBN 978-3-86980-175-9
- Die Wachstums-Champions. Made in Germany: Besser als die Konkurrenz, BusinessVillage, Göttingen 2010, ISBN 978-3-86980-063-9.
- High-Speed-Marketing. In nur 7 Tagen zu einem durchschlagenden Marktkonzept, BusinessVillage, Göttingen 2009, ISBN 978-3-938358-98-6.
- Der Bambus-Code – Schneller wachsen als die Konkurrenz, BusinessVillage, Göttingen 2008, ISBN 978-3-938358-75-7.